# Naram-Sin d'Eixnunna
Naram-Sin d'Eixnunna és un rei documentat d'Eixnunna en un període que pot anar des del 1830/1820 aC al 1810/1800 aC. Sobre aquest rei s'han plantejat dubtes sobre si era el mateix personatge que Naram-Sim d'Assíria. El dubte resta oberta de moment.
Quan Xamxi-Adad I, establert a Shekhna (rebatejada Shubat-Enlil) aproximadament l'any 1820 aC, es va dirigir contra la fortalesa d'Ekal·latum situada a la banda esquerra del Tigris que devia dependre d'Assur, l'atac va fallar per la intervenció de Naram-Sin, documentat lluitant amb Aminu, (germà de Xamxi-Adad que probablement actuava en cooperació amb aquest). Hi ha divisió d'opinions sobre si aquest Naram-Sin era el rei d'Eixnunna d'aquest nom o era en realitat el rei Naram-Sin d'Assíria, fill de Puzur-Aixur II.
Les dates són difícils de combinar, ja que Puzur-Aixur va morir potser el 1840 aC, probablement fins i tot deu o quinze anys abans. Així i tot, és encara possible que Naram-Sin d'Assíria lluites amb Aminu, perquè aquest darrer hauria començat a regnar entre el 1840 aC i el 1820 aC, i és més difícil que Naram-Sin d'Assíria encara fos rei cap a l'any 1815 aC. Sembla més raonable pensar que el rei d'Esixnunna, amb que es buscava la seva aliança, fos qui va intervenir a Assur contra Xamxi-Adad I i en suport d'Erixum II, fill de Naram-Sin d'Assíria i mort uns quants anys abans.
Però la possibilitat contrària és també acceptable: Puzur-Aixur va pujar al tron gran, potser amb uns 60 anys (se sap que tenia fills de certa edat) i hauria mort amb uns 70 anys. Per tant, el seu fill successor Naram-Sin hauria tingut entre 50 i 40 anys com a mínim en pujar al tron, i un regnat d'uns 30 anys està dins allò possible. Si Puzur-Aixur II va morir potser l'any 1850 aC (o poc abans) el seu fill Naram-Sin, hauria pogut regnar encara l'any 1820 aC en el millor dels casos possibles, i només de manera menys versemblant cap al 1810 aC.
Si aquest Naram-Sin que exercia influència a Assur aproximadament l'any 1815 aC era el rei d'Eixnunna, hauria derrotat a Aminu i a Xamxi-Adad sobre aquesta data i s'hauria apoderat de Shubat-Enlil exercint el control sobre Erixum II, rei d'Assur, fill de Naram-Sin d'Assíria, tal com l'identifiquen les llistes reials assíries. Cap l'any 1810 aC va morir Naram-Sin i va deixar repartit els seus dominis:
- A Assur va governar Erixum II que hauria de ser fill de Naram-Sin d'Assíria
- A Eixnunna governà Daduixa, en aquest cas fill d'aquest Naram-Sin.

Els orígens de Naram-Sin d'Eixnunna no són coneguts i, per tant, també hi ha la possibilitat que Naram-Sin d'Assíria hagués conquerit Eshnunna i s'hagués proclamat rei, encara que és menys probable que la situació inversa (Eshnunna conquereix Assur). Si tal va ser el cas podia haver deixat a la seva mort el govern d'Assur a Erixum II i el d'Eixnunna a Daduixa, i llavors s'adaptaria al que diuen les llistes reials assíries.